# 364

## Události
- 26. února – Po smrti Joviana byl na symposiu v Nicaea zvolen příštím císařem vojenský důstojník Valentinianus I.
- 28. března – Římský císař Valentinianus I. jmenoval svého bratra Valense svým spoluvládcem a svěřil mu správu východní poloviny říše.

## Hlavy států
- Papež – Liberius (352–366)
- Římská říše – Iovianus (363–364) » Valens (východ) (364–378), Valentinianus I. (západ) (364–375)
- Perská říše – Šápúr II. (309–379)